# SN 2006hd
SN 2006hd – supernowa typu Ia odkryta 11 września 2006 roku w galaktyce A214403+0043. W momencie odkrycia miała maksymalną jasność 21,60m.